# Lúcio Yanel
Lucio Yanel, nascido Federico Nelson Giles (Corrientes, 2 de maio de 1946) é um violonista, cantor, compositor, ator e folclorista argentino radicado em Caxias do Sul, no Brasil.

## Biografia
Federico Nelson Giles, nome de batismo do artista Lucio Yanel, nasceu no dia 2 de maio de 1946 na capital da província de Corrientes no mesopotâmico argentino. Filho mais velho em uma família formada por quatro irmãos, não tinha qualquer parente ligado à música. O pai, Ventura Giles, era maquinista, e a mãe, Maria Concepción, professora. Foi com um vizinho paraguaio que aprendeu os primeiros acordes. Aos 14 anos,
passou a trabalhar como músico profissional, acompanhando cantores da cidade de Concordia, onde vivia então com seu pai.
Em 1961, Lucio Yanel se apresenta como cantor na Radio del Litoral de Concordia e no mesmo ano, se apresenta em um concurso de folclore no Club Ferrocarril desta cidade, obtendo o primeiro prêmio como solista.
Aos 17 anos, decidiu viver em Buenos Aires, onde continuou acompanhando cantores e também passou a cantar gêneros musicais do folclore, tangos e boleros nas casas noturnas da cidade. Foi nesta época que, acompanhando a seu pai em um mate no solar onde morava, no Barrio Libertad, de Corrientes, nasceu uma de suas primeiras obras, Bienvenido Forasteiro, música regravada por vários artistas e muito conhecida na versão das Hermanitas Díaz.
Em 1971, aos 25 anos, Yanel viaja para a ex-URSS onde realiza uma turnê durante setenta dias integrando o conjunto de música litoraleña de Raulito Barboza. O grupo que interpretava basicamente chamamé e música do litoral mesopotâmico argentino realizou cinquenta e um concertos nesta turnê e era formado por Raulito Barboza (gaita-ponto), Raquel Marino (canto), Norberto Ferreyra (guitarrón) e Lucio Yanel (canto e violão).
Após regressar a Buenos Aires da turnê com o conjunto de música do litoral, Lucio Yanel mudou-se para São Paulo no início da década de 1970 e travou um maior contato com gêneros musicais brasileiros como o choro, o samba e a bossa-nova. Foi dono do teatro Cano 13. Mas, para os critérios do regime militar, estava ilegal no país e teve de retornar a contragosto à Argentina. No final da década, tocou em longos churrascos com o compositor Astor Piazzolla.
Com o fim da Guerra das Malvinas, em 1982, Yanel decidiu voltar ao Brasil. Um amigo lhe pediu que levasse algumas partituras a um conhecido em Passo Fundo, Algacir Costa, músico e proprietário do grupo Os Fronteiriços. Era para Yanel ficar uma noite apenas na casa do músico gaúcho, mas acabou morando com a família por cerca de quatro meses.
Entre uma canção e outra, um mascote rodeava o argentino: Yamandu Costa, filho do anfitrião e hoje um dos principais violonistas do mundo. Yanel não acredita que tenha sido um guia para o guri, a quem deu aulas. “Eu dizia A, ele respondia B, C, D.” Mas sabe que foi e é uma inspiração. Yamandu Costa o chama de “maestro”.
Depois de morar na casa de Algacir por quatro meses e tocar no primeiro festival de música nativista de Passo Fundo, Yanel decidiu morar em Porto Alegre. Ao partir para a capital, Yanel conseguiu trazer sua esposa e seus filhos que havia deixado na Argentina. Assim, passou a trabalhar em festivais de música nativista e fazendo apresentações em todo o estado, em programas de rádio, TV e participando como violonista em discos de diversos artistas. Em relação aos festivais, o músico se destacou neste cenário já em 1982, quando participou da 12ª Califórnia da Canção Nativa, de Uruguaiana.
Um ano após sua chegada, Yanel conseguiu lançar sua carreira oficialmente através de seu primeiro disco como violonista solo no Rio Grande do Sul. O disco se intitula La del Sentimiento: La guitarra de Lucio Yanel e foi gravado pelo selo Chantecler, em 1983. Este disco contou com a participação, em algumas faixas, dos músicos Ricardo Pereira no violoncelo, Clóvis Freire no contrabaixo e De Santana na percussão. Fez parceria com Atahualpa Yupanqui, o maior nome do folclore argentino. “Ele me deu essa honra. Mostrou uma letra e disse para eu fazer uma melodia.” Assim nasceu Me Anda Buscando una Bala. Desde então, já gravou mais de quinze álbuns, dentre os quais se destacam Guitarra Pampeana (1986) e Mistérios do Chamamé (2009). “Não existe concepção de álbum. Eu assino com a gravadora, sento e toco.” Também não há um violão especial para tocar os ritmos folclóricos. “Quem comprar um violão de 10 milhões de dólares, certamente terá um som melhor”, diz.
Desde 2008, Yanel radicou-se em Caxias do Sul, onde vive até hoje.
Como violonista, realizou apresentações por diversos países como Brasil, Argentina, Paraguai, Uruguai, Chile, França, Rússia, Suíça, Espanha e Estados Unidos. Radicado no Brasil há muitos anos, Lúcio Yanel é considerado um dos alicerces do violão solista na música regional sulina e o violonista com maior produção na história do violão gaúcho. O músico veio para o Rio Grande do Sul em 1981, onde passou a atuar nos festivais de música regional. Sua maneira de tocar influenciou muitos músicos das gerações posteriores, como os violonistas Yamandú Costa, Marcello Caminha, Maurício Marques (Quarteto Maogani) e Ricardo Martins. 
Mesmo sendo um músico autodidata, Yanel é um dos fundadores do que se pode considerar uma “escola do violão gaúcho” da qual Yamandú Costa é um dos nomes mais representativos. Com seu trabalho ao violão, ampliou-se a difusão de alguns gêneros latino-americanos como a chacarera, o chamamé, o rasguido doble e a zamba, no sul do país. 
Além de se dedicar à música regional gaúcha, o violonista Lucio Yanel também conheceu e atuou, em diversas ocasiões, ao lado de diversos nomes do cenário musical argentino, como Astor Piazzolla, Mercedes Sosa, Atahualpa Yupanqui e Antonio Tarragó Ros. Apresentou-se ainda em inúmeros festivais e gravou com renomados artistas do Rio Grande do Sul, como Gilberto Monteiro, Joca Martins, Luiz Marenco, Bebeto Alves, Jayme Caetano Braun e César Oliveira e Rogério Mello, além de ter composições ao lado de Renato Borghetti, Noel Guarany, Gaúcho da Fronteira e Luiz Carlos Borges. 
Colaborou ainda como intérprete e autor nas trilhas musicais dos filmes Netto Perde sua Alma e Lua de Outubro. 
Como ator, foi destaque com o personagem Capitão Castelhano na minissérie O Tempo e o Vento, de Érico Veríssimo.

## Discografia
Seus álbuns como violonista solo são: La del Sentimiento (1983), Guitarra Pampeana (1986), Aunque Vengan Degollando (1997), Acuarela del Sur (2003), Acuarela del Sur II (2006), Misterios del Chamame (2009), Folclore Argentino (2011) e Dois Tempos (2001), em parceria com  seu discípulo Yamandú Costa. Ao lado de diversos artistas participou como violonista em mais de uma centena de discos e DVDs.

## Prêmios e indicações

### Prêmio Açorianos
| Ano  | Categoria                             | Indicação                       | Resultado |
| ---- | ------------------------------------- | ------------------------------- | --------- |
| 2001 | Instrumentista de Música Regional     | Lúcio Yanel                     | Venceu    |
| 2001 | Disco Instrumental                    | Dois Tempos (com Yamandu Costa) | Venceu    |
| 2003 | Instrumentista de Música Regional     | Lúcio Yanel                     | Indicado  |
| 2004 | Disco de Música Regional              | Acuarela del Sur                | Venceu    |
| 2004 | Instrumentista de Música Regional     | Lúcio Yanel                     | Indicado  |
| 2009 | Compositor de Música Instrumental     | Lúcio Yanel                     | Indicado  |
| 2009 | Instrumentista de Música Instrumental | Lúcio Yanel                     | Indicado  |
| 2011 | Instrumentista de Música Regional     | Lúcio Yanel                     | Venceu    |
| 2011 | Disco de de Música Regional           | Folclore Argentino              | Indicado  |

No ano de 2005, a Assembléia Legislativa do Rio Grande do Sul, juntamente com a Associação dos Municípios e o Banrisul, lhe concederam o Destaque Cultural do Mercosul, lhe sendo entregue em solenidade oficial a comenda Negrinho do Pastoreio. 